# Dojima River Forum
A Dojima River Forum (堂島リバーフォーラム) a Being Inc. lemezkiadó által üzemeltetett többcélú létesítmény Oszaka Fukusima-ku kerületének Hotarumacsi területén a Dodzsima folyóval szemben.

## Története
A 2 100 férőhelyes épületet 2008. május 2-án nyitották meg, üzemeltetője a Being Inc. zenei produkciós cég Bee Planetz ingatlanipari leányvállalata.

## Elrendezése
1. emelet
Bejárat
2. emelet
Dojima River Forum Cafe (kávézó)

## River Residence Dojima
A Dojima River Forum építését a közeli Tower Osaka sokemeletes bérház építésével egyidőben kezdték meg. A Dojima Cross Walk bevásárlóközpont szomszédos az épülettel.
- Elrendezése

1. emelet
7-Eleven (vegyesbolt)
3. emelet
Oszakai Művészeti Egyetem hotarumacsi kampusza
Korábban a Keio Egyetem folyóparti kampusza is itt helyezkedett el, azonban 2013-ban a áthelyezték azt a Grand Front Osakába

## Megközelíthetősége
- Keihan Nakanosima vonal Nakanosima állomás: körülbelül 500m, 6 perc séta
- Hansin fővonal Fukusima állomás: körülbelül 350m, 5 perc séta
- JR West Tózai vonal Sin-Fukusima állomás: körülbelül 500m, 7 perc séta
- JR West Oszaka hurokvonal Fukusima állomás: körülbelül 700m, 8 perc séta
- Oszakai metró Jocubasi vonal Nisi-Umeda állomás vagy Higobasi állomás: körülbelül 950m, 12 perc séta
- JR West Oszaka állomás: körülbelül 1100m, 15 perc séta

## Közeli létesítmények
- Hotarumacsi
- Az Asahi Broadcasting Corporation székhelye
- ABC Hall
- Dojima Cross Walk

## Galéria

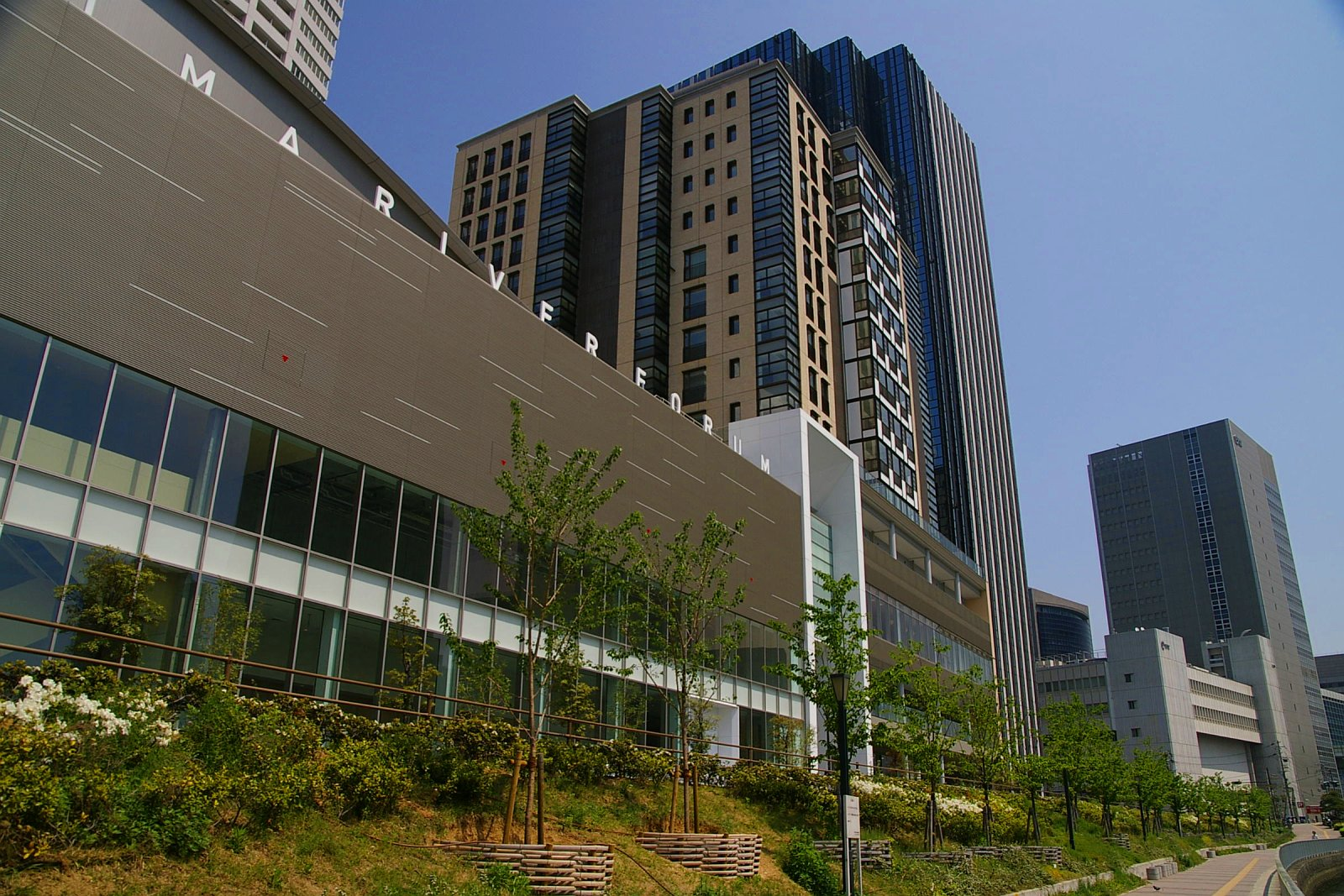
Az épület a folyó mentén
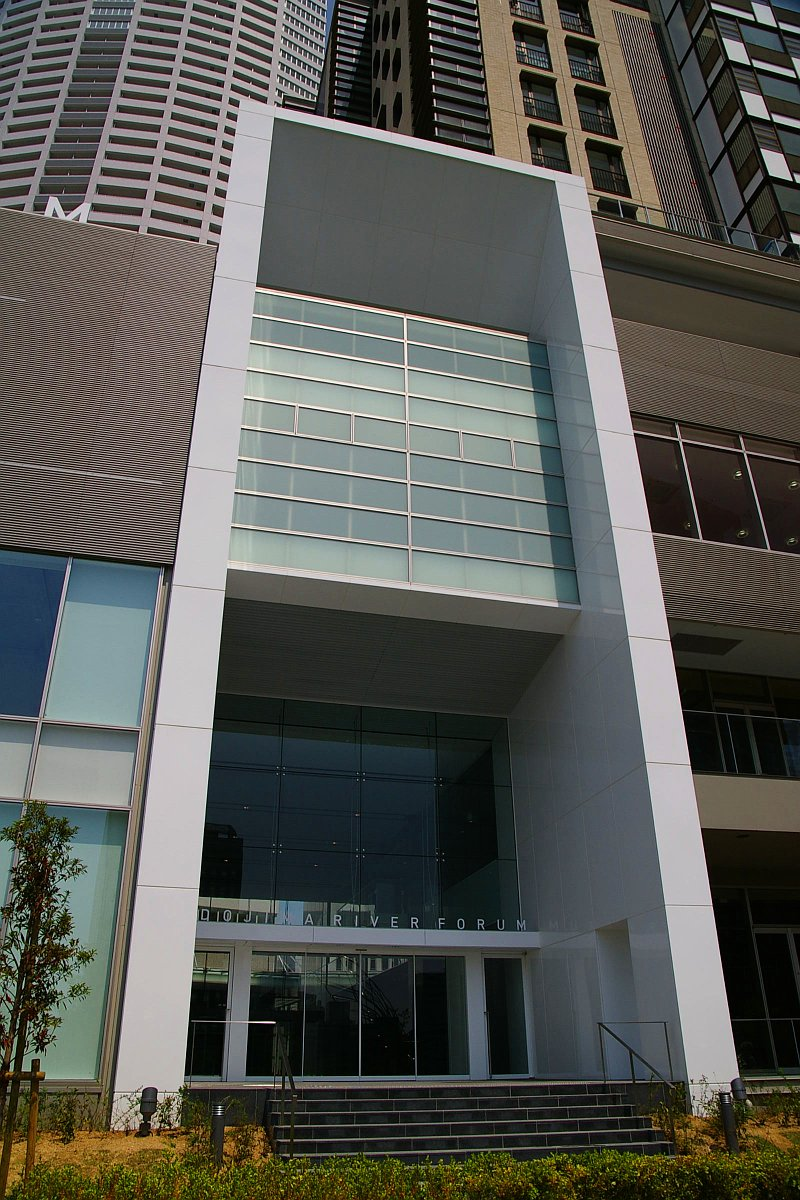
Az épület bejárata